# Casa Pintó
La Casa Pintó és un edifici de Mollerussa (Pla d'Urgell) protegit com a Bé Cultural d'Interès Local.

## Descripció
Es tracta d'un habitatge unifamiliar aïllada feta per un mestre d'obres de Mollerussa a pocs quilòmetres d'aquesta vila.
L'edifici consta de planta quadrangular i dues plantes d'estructura repetida que a fora es converteixen en una construcció ben feta i estèticament eclèctica.
La zona on està ubicada la construcció, està afectada per un pla parcial de nova creació. És un sector de creixement urbanitzat. La finca estava en procés de cercat (instal·lació de tanques).